# Pablo de Santis
Pablo de Santis (* 27. února 1963, Buenos Aires) je argentinský spisovatel a novinář.

## Život
Pablo de Santis vystudoval filologii na univerzitě v Buenos Aires a poté pracoval jako novinář, psal knihy pro mládež, televizní scénáře a texty pro komiksy, které publikoval v časopise Fierro, kde byl šéfredaktorem. Nyní řídí vydávání knih pro mládež v nakladatelství Ediciones Colihue a pracuje jako novinář pro noviny Clarín a La Nación.
Svými romány se Pablo de Santis stal významným pokračovatelem argentinské fantastické literatury (Jorge Luis Borges, Adolfo Bioy Casares nebo Julio Cortázar), kterou doplnil o prvky z detektivních románů. Vyznačují se osobitým stylem a kafkovskou atmosférou tajemna, nejistoty, neurčité hrozby, bizarnosti a absurdity.

## Dílo

### Knihy pro mládež
- Espacio puro de tormenta (1985), pohádky,
- Desde el ojo del pez (1991),
- El último espía (1992),
- La sombra del dinosaurio (1992),
- Pesadilla para hackers (1992),
- Lucas Lenz y el Museo del Universo (1992),
- Astronauta solo (1993),
- Las plantas carnívoras (1995)
- Rompecabezas (1995, Puzzle), kniha komiksů,
- Enciclopedia en la hoguera (1998),
- Páginas mezcladas 1998).

### Romány
- El palacio de la noche (1987, Palác noci),
- La traducción (1997, Překlad), román, který se dostal do finále prestižní nakladatelské ceny Premio Planeta a odehrávající se v přízračném hotelu na opuštěném argentinském pobřeží, kde záhadně umírají delegáti překladatelského kongresu, česky jako Smrtící překlad.
- Filosofía y Letras (1998, Filozofie a literatura),
- El teatro de la memoria (2000, Divadlo paměti),
- El calígrafo de Voltaire (2001),
- La sexta lámpara (2005),
- El enigma de París (2007), román, za který autor získal cenu Planeta-Casa de América,
- Los anticuarios (2010).

### Eseje
- La historieta en la edad de la razón (1998)

## Česká vydání
- Smrtící překlad, Mladá fronta, Praha 2002, přeložila Lada Hazaiová